# Goiás Esporte Clube
Goiás Esporte Clube, poznat kao Goiás, brazilski je nogometni klub iz brazilske savezne države Goiása iz grada Goiânije. 
Godine 2015. natječu se u Série A. Domaće utakmice igraju na stadionu Serra Dourada.
Osnovan je 1943. godine na susretu prijatelja u domu Lina Barsija. 
Najveći je klub u Središnjozapadnoj regiji. Pobijedili su u drugoj ligi brazilskog nogometa Série B dvaput, 26 puta Campeonato Goiano i 3 Copa Centro-Oeste. Goiás je dugo vremena redovni sudionik Série A, od 1973. godine. Ostvario je plasman u kontinentsko natjecanje Copa Libertadores tri puta i u Copu Sudamearicanu šest puta. Glavni rival Goiásu je Vila Nova. 

## Titule

### Domaće
- Série B

pobjednik (2): 1999., 2012.
doprvak (1): 1994.
- Campeonato Goiano

pobjednik (25): 1966., 1971., 1972., 1975., 1976., 1981., 1983., 1986., 1987., 1989., 1990., 1991., 1994., 1996., 1997., 1998., 1999., 2000., 2002., 2003., 2006., 2009., 2012., 2013., 2015.
- Copa Centro-Oeste

pobjednik (3): 2000., 2001., 2002.
- Copa do Brasil

finalist (1): 1990.

### Međunarodne
- Copa Sudamericana

finalist (1): 2010.

## Vanjske poveznice
- Službene stranice  Arhivirana inačica izvorne stranice od 6. srpnja 2011. (Wayback Machine)